# Ferre Gola
 (mai 2023).
Si vous disposez d'ouvrages ou d'articles de référence ou si vous connaissez des sites web de qualité traitant du thème abordé ici, merci de compléter l'article en donnant les références utiles à sa vérifiabilité et en les liant à la section « Notes et références ».
 (janvier 2022).
Ferre Gola, de son vrai nom Hervé Gola Bataringe, né le 3 mars 1976 à Kinshasa, est un Chanteur, Auteur-Compositeur-Interprète, Danseur, Producteur Congolais, et Entrepreneur spécialisé dans la Rumba Congolaise, et le Ndombolo.

## Biographie

### Jeunesse et débuts (1976-1997)
Son intérêt se tourne très vite vers la musique et il prend pour modèles des artistes tels que Franco Luambo et son TP OK Jazz, Carlyto Lassa, King Kester Emeneya et Papa Wemba. Ses premières expériences avec la musique commencent dans un groupe de rue avec les voisins de son quartier.
À la suite de cela, il intègre un deuxième groupe de rue nommé « Staff London » basé dans la commune Ngiri-Ngiri.
Un peu plus tard, il déménage à Bandalungwa où il intègre le groupe « Rumba des Jeunes ». Cette opportunité constitue pour Ferre Gola un accélérateur de carrière et lui permet de réaliser les premières parties de Wenge Musica.

### Aux côtés de Werrason (1995-2004)

#### Wenge Musica (1995-1997)
Ce n’est qu’en 1996 que Hervé Gola devient « Ferre Gola » grâce à Adolphe Dominguez[précision nécessaire] et en référence à la marque de mode Gianfranco Ferré.
À la suite de désaccords internes au sein du groupe, Wenge Musica finit par se séparer. L'apparition la plus populaire de Hervé au sein du groupe restera celle du concert au studio Maman Angebi, lorsqu’il a animé la présentation de l'album Pentagone.

#### Wenge Musica Maison Mère (1997-2004)
Les débuts de WMMM montrent la transformation complète de Ferre, fraîchement surnommé « Chair de Poule ». Le public découvre un artiste complet capable de chanter, danser ainsi que d'animer, tout ceci sous la direction d'Adolphe Dominguez et Werrason.
Wenge Musica Maison Mère sort son 1er album Force d'Intervention Rapide en 1998. Il ne signe aucun titre, mais il domine la section de ténor composé d'Adjani Sesele, Didier Lacoste et lui-même et devient chef de discipline.
En 1999, le 2e album du groupe Solola Bien sort et Chair de Poule y signe un titre nommé Vita Imana. La chanson est élue meilleure chanson de l'année suivante par la presse congolaise, c'est un succès dans les deux Congo et sur le continent africain.
L'année suivante, Ferre Gola devient chef d'orchestre de WMMM. Le 16 septembre, Werrason et Wenge Musica Maison Mère deviennent le 2e artiste/groupe africain à jouer à Bercy après Koffi Olomidé le 19 février.
En mai 2002, Werrason et WMMM se produisent 2 jours d'affilée au Zénith de Paris, où Ferre Gola brille en termes de chant ainsi qu'en danse.
La même année, le troisième album du groupe À la queue leu leu est dans les bacs et affirme l'importance de Chair de Poule au sein du groupe. Cette fois-ci, il est seul à y signer 2 chansons (Chetani et Victime d'amour) en dehors du leader Werrason. Il interprète aussi la chanson Nostalgie de Elliot Mondombe en duo avec le jeune Héritier Watanabe.

### Les Marquis de Maison-Mère et Quartier Latin (2004-2006)
À la suite de ces événements, Les Marquis de Maison-Mère voient le jour. Composés de Ferre Gola, JDT Mulopwé,  Bill Clinton Kalonji, Serge Mabiala, Pikas Mbayabo, Mimiche Bass et Japonais Maladi, Les Marquis enregistrent et dévoilent leur premier album Miracles la même année.
Gola y signe 3 titres : Amour Intérêt, 100 Kilos et Papitcho Nyanx. Grâce à cet album, le groupe remporte le prix de Meilleur groupe d'Afrique Centrale au Kora Awards.
En juin 2005, Koffi Olomidé organise une conférence de presse avec Ferre lors de laquelle il annonce l'arrivée de ce dernier au sein de son orchestre Quartier Latin. La même année, sort un maxi-single dénommé Boma Nga N'elengi contenant 2 titres dont Sisi Silivi, le remix de la chanson Silivi contenue dans l'album Monde Arabe en 2004, chanté en duo avec Soleil Wanga, Modogo Abarambwa mais plus principalement Ferre pour donner au public de l'orchestre un avant goût de celui-ci au sein du Quartier Latin.
De janvier à juillet 2006, il participe activement aux séances d'enregistrement de Danger de Mort, l'album de Koffi Olomidé, où il signe et interprète la chanson Insecticide.
Fort de ces expériences collectives, il songe à commencer une carrière solo. C’est au cours de voyages en Europe qu’il prend cette décision et programme alors son 1er album solo en France.

### Sens interditetQui est derrière toi?(2006-2012)
L'année suivante, il obtient un contrat de sponsoring avec la marque de bière Primus et sort en 2008 le single Lubukulukumu, contenant un générique pour marquer leur partenariat ainsi qu'une version remixée de Vita-Imana pour présenter les musiciens de son orchestre. Il se produit le 23 mars 2008, à l'Élysée Montmartre à Paris.
Le 15 octobre 2009, il sort son deuxième album intitulé Qui est derrière toi ?, un double album de 18 chansons contenant les titres Maboko Pamba, Zazou, Soké, Kamasutra, 3e Doigt, Béquille, Diki Diki ou encore 12 heures. L'album se vend à plus de cinquante-cinq mille exemplaires en moins d'un mois et reçoit un disque d'or en 2011 pour avoir vendu plus de cent-dix mille exemplaires. Cet album lui permet de se positionner clairement comme une des grosse têtes de la musique congolaise.
Le 15 mai 2010, Jésus de Nuances se produit au Zénith de Paris et annonce son 3e album intitulé Boite Noire.
Le 12 septembre 2011, il remporte les prix de : Meilleur Chanteur d'Afrique, Meilleure voix masculine d'Afrique Centrale, Meilleure chanson pour Zazou et Meilleur clip au Trophées des arts afro-caribéens.
En décembre 2011, il sort le maxi-single intitulé Avant-goût, composé de 3 titres : Tchekele Pete, Porte-Monnaie et Leke Leke.
L'année suivante, le chanteur est nommé dans la catégorie Best Male Central Africa au Kora Awards pour la chanson Tchekele Pete.

### Boite noireetDérangement(2013-2015)
Puis en novembre 2013, il fut le membre du jury de Battle Afro avec d'autres artistes comme Mokobe, Lino Versace et Serge Beynaud.
Le succès de Boite noire lui offre une certaine visibilité qui lui permet d'être invité sur la compilation Les Chroniques du Wati Boss en featuring avec le rappeur français DRY de Wati B sur le titre J'ai tout donné, mais aussi une collaboration avec Black Bazar d'Alain Mabanckou. Pour finir, il collabore avec la star ivoirienne du Coupé-décalé Lino Versace dans Ko-Ko-Ko.
La présentation officielle de l'album s'effectue le 9 novembre 2013 au Grand hôtel de Kinshasa.
Début 2014, Ferre était parmi les personnages les plus populaires sur la chaîne de Trace TV.
Il est invité à la cérémonie de lancement de la 7e édition du Festival des musiques urbaines d'Anoumabo (FEMUA) à Abidjan, organisé par le groupe ivoirien Magic System au siège de l'UNESCO à Paris. Le festival dure du 1er avril au 6 avril.
Les récompenses s’enchaînent, et le chanteur est nommé dans la catégorie Best Francophone au MTV Africa Music Awards, en tant que Meilleur Artiste d'Afrique Centrale aux Kora Awards, Best Male Central Africa au Africa Muzik Magazine Awards et aux Kundé Awards.
Ferre Gola ne se contente pas du succès de Boite Noire, sorti le 22 juillet 2013, un maxi-single sous le nom de Dérangement sorti en fin d'année 2014 composé de cinq titres dont la chanson phare Vieux Jaloux.
En 2015, il lance sur le marché un nouveau single nommé Seben qui rencontre un vif succès. Le chanteur est notamment en featuring sur le titre Motema du rappeur français Gradur inclus dans la mixtape Sheguey Vara 2.

### QQJD(2016-2017)
Le mois suivant, il annonce par le biais de sa page Instagram que l'artiste nigerian J. Martins l'a invité, sur un morceau dont le titre n'est pas tout de suite dévoilé. Il sort sur l'album de J. Martins, le 18 mars 2016 et se nomme Ekelebe.
Le 30 septembre 2016, il publie Manix le premier single de son futur projet, qui remporte un assez grand succès, ce qui annonce déjà la couleur de l'album.
En décembre 2016, une maquette du morceau Jugement est publiée sur YouTube, mais la chanson rencontre un franc succès dans tous les bars et boîtes de nuits de la RDC et Ferre sort alors le clip de la chanson à l'occasion de son anniversaire le 3 mars 2017. Le titre se classe premier des hits-parades congolais. Il est visionné plus d'un million de fois sur YouTube en trois semaines, et comptabilise plus de treize millions de vues, un record pour l'artiste.
À l'approche des fêtes de fin d'année, le 18 décembre 2016, il publie officiellement le générique dansant Boss qui ne figure jamais dans l'album.
Le 4 mars 2017, Ferre Gola gagne le prix du meilleur artiste africain lors de la onzième édition du Canal 2'Or organisé par la chaîne camerounaise Canal 2 International durant sa soirée de remise au Palais des congrès de Yaoundé en présence de la première dame du Cameroun Chantal Biya. Pour l'occasion, il est reçu au ministère de la culture de la RDC, pour y rencontrer Maurice Masheke.
Après une multitude de reports, le Padré annonce le 15 mai 2017 que son 4e album QQJD sortira le 9 juin 2017. L'album sort comme prévu à cette date, en trois éditions (Red, Blue et Gold) faisant référence aux couleurs du drapeau de son pays, contenant chacune onze titres. Il est accompagné du clip Poisson d'avril. Le jour même de sa sortie, les trois volumes se classent respectivement no 1, 2 et 3 sur iTunes dans la catégorie musiques du monde.

### Préparation de l'albumDynastie(2017-2022)
Durant la crise sanitaire du Covid-19, il publie sur sa chaîne YouTube un concert acoustique fait depuis sa résidence, qu'il nommera Home Acoustique et qui cumulera 6 millions de vues. Cela déclenchera successivement la reprise de ce concept par d'autres artistes congolais.
Tout au long des 5 ans de préparation de l'album Dynastie, Ferre Gola sortira 4 singles : Regarde Moi, Vibes, Pyromane et Rumba Trap (Dynastie Volume 1). Dans la chanson Pyromane, composée pour la chaîne de musique Trace, il se placera en nombre de vue (4,2 millions) devant Maitre Gims et Fally Ipupa, qui avaient eux aussi composé un titre pour la chaîne Trace.
En fin 2021, sa prestation au Casino de Paris est annulée à la suite d'une protestation politique congolaise[précision nécessaire]. Ferre Gola donne alors le concert « The Show Must Go On », en partenariat avec WildAid (en), association de lutte pour la protection des animaux. Durant ce concert, qui connaît également une bonne audience, il sera accompagné par son propre orchestre, mais également par l'orchestre de l'Institut national des arts de Kinshasa (INA). Cela impactera les chansons, qui seront alors jouées sous une autre couleur.

### Dynastie Volume 1(Depuis 2022)
Le 11 mars 2022, Ferre Gola sort la chanson Rumba Trap, extraite de son album Dynastie. La chanson reçoit des sentiments très mitigés. Une partie des critiques réagit positivement en disant qu'il s'agit d'un Ferre différent et que la mélodie de la chanson est pertinente. L'autre partie a des réactions très négatives, estimant que ce n'est pas un type de chanson que Ferre sait bien interpréter, et que chanter en français n'est pas sa zone de confort.
Le même mois, Ferre Gola signera officiellement dans le label Sony Music Africa en Afrique du Sud. Le 25 mars 2022, Dynastie Volume 1 sort officiellement sur toutes les plateformes (Spotify, Deezer, iTunes, YouTube). Dans l'album, il y a 17 titres plus un titre bonus. On retrouve différents styles de musique : Rumba, Trap, Salsa, Ndombolo, Rnb et HipHop. Il y a divers thèmes tels que l'amour, la déception, la vie sociale. Toujours dans l'album, l'artiste a chanté en lingala, français, anglais, mbala et swahili. Ferre Gola y fait des featurings avec Josey (TocToc), Innoss'B (Ba Yuma Ba Vida Kala) et Chily (Bendo). Des musiciens de Jet 7 ont également participé à l'album comme Ilunga, Hugor Lubasa, Doupidi Ya Mboka, Mathy De Gaulle etc.
Dans l'ensemble, l'album est très bien accueilli et se place pendant presque un an dans les meilleurs ventes d'album sur Amazon. Des chansons telles que Carte Rose, Marathon, TocToc et Okapi sont considérées comme les chansons préférées des fans[réf. souhaitée]. Des titres comme Royaume Kunga, Dose Unique et Marionnettes se distinguent par un style très différent de ce que l'artiste fait habituellement. L'album Dynastie est beaucoup consommé sur les plateformes de streamings et sur le site Amazon en France[réf. souhaitée].
Après la sortie de l'album, Ferre se produit au Nigeria et en Côte d'Ivoire pour la promotion de son album. Mais sa tournée prend fin début juin, car l'artiste doit faire face à des démêlés judiciaires à Paris liés à sa famille[réf. souhaitée]. Ferré passe 2 mois en prison et sort en août 2022. Pour remercier ses fans, il sortira une chanson intitulée Liberté. Après avoir passé quelques mois à Paris, Ferre Gola revient à Kinshasa le 10 novembre 2022. Il annonce des concerts à venir au Stade des Martyrs pour l'année 2023 et une tournée à venir en RDC, en Afrique, en Amérique et en Europe. L'artiste annonce que dans le Volume 2, ses anciens camarades de Maison Mère en feront partie, ainsi que Soleil Wanga, Malage de Lugendo, et plus encore. Ferre reçoit un prix pour le meilleur album de mélodies de Sony Music Africa[réf. souhaitée]. Le volume 2 est prévu pour le courant de l'année 2023.
Le 20 janvier 2023, Ferre publie le single Bizorbi, qui devient durant toute l'année 2023 le hit dansant de l'année[réf. souhaitée]. En effet ce tube a fait tabac en Afrique, notamment sur les réseaux sociaux comme TikTok où il fait l'objet de nombreux challenges[réf. souhaitée]. Cette chanson prends encore plus d'ampleur à la suite d'un concert à Évreux où il interprète la chanson un peu différemment et déclenche encore une autre tendance sur les réseaux[réf. souhaitée].
Le 24 juin 2023, il se produit au Stade des Martyrs, en faisant carton plein en termes de nombre de spectateurs. Le concert est diffusé en direct par un site de streaming payant (Flexy plus) en réunissant plus de 100 000 spectateurs. Werrason classera ce concert dans le top 3 des meilleurs performances jamais faite dans ce stade.
Il effectuera la cérémonie de clôture des Jeux de la Francophonie de 2023 en rendant hommage en a capella aux victimes de la Guerre du Kivu qui sévit à l'est de son pays. La soirée se conclura à la Nuit des francophonies dans un bain de foule au Palais du Peuple (Kinshasa)[réf. souhaitée]. Cette journée intense où il effectue 2 concerts, sera marquée par le fait que ses fans (surnommés « Les Golois ») débarquent à sa résidence pour l'escorter jusqu'au stade[réf. souhaitée] où aura lieu la clôture des jeux.

## Styles et influences
Ferre s'ouvre également à la pop et la world music en combinant la rumba congolaise comme dans Zazou, Pakadjuma, Kiti ya Libaya et Tucheze. Il parle aussi des différentes expériences de la vie et de la façon dont nous pouvons être critiqués par les autres. Par exemple, dans les morceaux Qui Vivra Verra, Maboko Pamba, Vieux Jaloux, Réalités et Liberté.
Mais la chose qui distingue surtout Ferre Gola, c'est sa voix qui est polyvalente, lui permettant d'aller sur des voix ténor, soprano, baryton et mezzo. Il affiche également une facilité à interpréter la chanson des autres artistes en y apportant même une touche personnelle. Certains journalistes le qualifient affectueusement de schizophrène musicale, on peut citer les exemples suivants :
- Dans la chanson "Mercure" (Sens Interdit), dans la première partie de la chanson, il alterne entre le ténor et le soprano, puis dans la seconde partie, il chante dans un style se rapprochant de Pepe Kalle (Bariton).

- Dans la chanson "Mea Culpa" (QQJD vol. 1), il alterne entre sa propre voix et celle imitant Papa Wemba

- Durant un concert acoustique à Paris, lors de l'interprétation de sa chanson "Insecticicde", il parvient à lui seul interpréter la chanson qui contient plusieurs intervenants. Notamment sa propre vocale, celle de Koffi Olomide (Bariton-Basse), Jipson Butokondolo (voix aiguë se rapprochant des voix féminines) et le refrain qui est en chorale.

Ces capacités le placent parmi l'un des meilleurs chanteurs à voix en Afrique d'après plusieurs journalistes de la presse musicale.

## Affaires judiciaires
Le 3 juin 2022, Ferre Gola est arrêté[pourquoi ?] à l'Aéroport de Roissy Charles de Gaulle alors qu'il s'apprêtait à prendre un vol pour la Guinée.
Sur décision judiciaire il est transféré à la prison de Fleury-Merogis.

## Discographie

### Albums studio
- 2006 : Sens interdit
- 2009 : Qui est derrière toi ?
- 2013 : Boite noire
- 2017 : QQJD
- 2022 : Dynastie Vol.1
- 2023 : Dynastie Vol.2

### EP ou Maxi single
- 2008 : Lubukulukumu
- 2011 : Avant Goût
- 2014 : Dérangement

### Albums live
- 2010 : Live au Zénith de Paris
- 2011 : 50 ans de la musique congolaise : Concert Lipanda
- 2012 : Nuit des œuvres
- 2013 : Acoustique 1789
- 2013 : Live au Palais de Congrès d’Abidjan, Côte d’Ivoire
- 2014 : Concert Odimba et Acoustique au Grand Hôtel de Kinshasa (live)
- 2020 : Home (Acoustique)
- 2020 : Home Acoustique Gold
- 2023 : Live Stade des martyrs

### Singles
- 2010 : Madiatabambi
- 2015 : Seben
- 2016 : Tucheze (avec Victoria Kimani)
- 2016 : Manix
- 2016 : Boss
- 2017 : Azalaki Awa (avec DJ Arafat)
- 2018 : Première classe
- 2019 : Pourquoi tu m'as fait ça ?
- 2020 : Par hasard
- 2020 : We Fighting Corona Virus
- 2020 : Regarde-moi
- 2020 : Vibes, Oko Yoka Eloko
- 2021 : Pyromane
- 2022 : Rumba Trap
- 2022 : Liberté
- 2023 : Bizorbi
- 2023 : Mua Mbuyi
- 2024 : Soixante-neuf
- 2024 : Mobondo
- 2025 : Amour Illusoire

### Albums avec Wenge Musica Maison Mère
- 1998 : Force d'intervention rapide
- 1999 : Solola Bien
- 2000 : Terrain eza miné
- 2001 : Kibuisa Mpimpa
- 2002 : À la queue Leu-Leu
- 2003 : Tindika Lokito (Maxi-Single)

### Albums avec Les Marquis de Maison Mère
- 2004 : Miracles

### Albums avec Quartier Latin International
- 2005 : Boma nga n'elengi

- 2006 : Danger de mort

### Apparitions, participations et collaborations
- 1998 : Franc Congolais - Mwana Mpwo avec plus de 40 artistes de la RDC notamment Papa Wemba, Pepe Kalle, Madilu, Bozi Boziana, Tabu Ley Rochereau, Wendo Kolosoy, Evoloko Jocker, Defao, Lokua Kanza, etc.
- 1999 : Ferre Gola - Vita-Imana (dans l'album «Solola Bien»)

- 2002 : Ferre Gola - Chetani (dans l'album «À la queue leu leu»)

- 2002 : Ferre Gola - Victime d'amour (dans l'album «À la queue leu leu»)

- 2002 : Elliott Mondombe x Ferre Gola et Héritier Watanabe - Nostalgie (dans l'album «À la queue leu leu»)

- 2004 : Ferre Gola - 100 Kilos (dans l'album «Miracles»)

- 2004 : Ferre Gola - Amour intérêt (dans l'album «Miracles»)

- 2004 : Ferre Gola - Papitcho Nyanx (dans l'album «Miracles»)

- 2004 : Mimiche Basse x Ferre Gola - Détresse (dans l'album «Miracles»)

- 2005 : Koffi Olomide x Ferre Gola, Soleil Wanga et Modogo Abarambwa - Si si silivi (dans le maxi-single «Boma nga n'elengi»)

- 2005 : Ferre Gola - Insecticide (dans l'album «Danger de mort»)

- 2005 : Didier Milla avec Ferre Gola - Vie à zéro (dans l'album «Sans rature»")

- 2005 : Doudou Copa avec Ferre Gola - Terre sacrée

- 2008 : Alpa Tshino avec Ferre Gola - Déception Luvaka (dans l'album «Contre mur, Chiffre 7»)

- 2008 : Simaro Lutumba avec Ferre Gola - Kayembe Ntemba (dans l'album «Salle d'attente»)

- 2009 : Djungle avec Ferre Gola - DJ laisse moi la place (dans l'album «92 Gangstertainment»)

- 2010 : Bill Clinton Kalonji avec Ferre Gola - Love moi (dans l'album «Kulumbimbi»)

- 2011 : Bolinga avec Ferre Gola - Mademoiselle

- 2011 : Zik Berry avec Ferre Gola - Unhappy

- 2013 : Singuila avec Ferre Gola - Caresse

- 2013 : Dry avec Ferre Gola - J'ai tout donné (dans l'album «Les Chroniques du Wati Boss»)

- 2014 : MVP (Millions voices for peace) - Break the silence avec 2Face Idibia, Ferre Gola, Sound Sultan, Samini, Essence, K-Slim, Jo El, Machel Montano, Squadee, Spyke, Righteousman, PKD

- 2014 : Alain Mabanckou - Ferre Gola x Izé Teixeira - Songa Flesh (dans l'album «Black bazar»)

- 2015 : Gradur avec Ferre Gola - Motema (dans l'album «ShegueyVara 2»)

- 2015 : Celeo Scram avec Ferre Gola - Wenze ya minzemba (dans l'album «Ici c'est Paris»)

- 2015 : Koffi Olomide avec Ferre Gola - Cobetox (dans l'album «13ième Apôtre»)

- 2015 : Patience Ibembo avec Ferre Gola - Fausse copine

- 2016 : J Martins avec Ferre Gola - Ekelebe (dans l'album "«Authentic»")

- 2017 : M'egane Rolfoch avec Ferre Gola - Kipelekese (dans l'album «Oublier»)

- 2018 : Majoos avec Ferre Gola - Abomi nga

- 2019 : NMB La Panthère avec Ferre Gola - Crazy

- 2020 : Bozi Boziana avec Ferre Gola - Android

- 2021 : Josky Kiambukuta avec Ferre Gola - Alita Tshamala

- 2021 : Nesly avec Ferre Gola - La tchatche (dans l'album «Kezu»)

- 2021 : Denzo avec Ferre Gola - Mama Léa (dans l'album "«La pépite»)

## Prix et reconnaissance
- 2024 : Meilleure artiste d'Afrique central aux Victoires de la musique guinéenne[6].